# Hegedűs Lajos (nyelvész)
Hegedűs Lajos (Budapest, 1908. március 1. – Budapest, 1958. július 23.) tanár, nyelvész.

## Élete
1926–1927 között a Budapesti Tanárképző Intézetben (Gombocz Zoltán tanítványaként), 1927–1930 között a Bécsi Egyetemen tanult. 1930-ban a Pázmány Péter Tudományegyetemen bölcsészdoktori oklevelet szerzett. 1931–1932-ben angliai ösztöndíjas volt. 1944-ben a kísérletfonetika és 1947-ben a magyar népnyelvkutatás tárgykörből magántanári képesítést szerzett. 1955-től a nyelvtudományok kandidátusa.
1932–1942 között a pécsi Állami Gyakorló Gimnázium rendes tanára. 1942-1944 között a debreceni Állami Gyakorló Gimnázium rendes- és vezetőtanára, közben 1933-ban Olaszországban járt hosszabb tanulmányúton, 1934-ben Csanád vármegyében nyelvjárási anyagot gyűjtött, 1936-ban Finnországban fonetikai tanulmányokat folytatott, 1939-ben a hamburgi Panconcelli–Galzia Fonetikai Laboratóriumban dolgozott, majd a milánói és a müncheni egyetemen elektroakusztikával foglalkozott. 1944–1949 között a pécsi Dunántúli Tudományos Intézet intézeti tanára. 1944-1950 között a debreceni Tisza István Tudományegyetem, illetve a Debreceni Tudományegyetem magántanára, majd 1950–1958 között a Magyar Nyelvtudományi Intézet, illetve az MTA Nyelvtudományi Intézete osztályvezető tudományos főmunkatársa volt.
A kísérleti fonetika legjelentősebb magyar képviselője. Nyelvjárási kérdésekkel is foglalkozott. 1942-től gyűjtött nyelvjárási hangfelvételei az MTA Nyelvtudományi Intézet Kempelen Farkas Beszédkutató Laboratóriuma honlapján is meghallgatható.

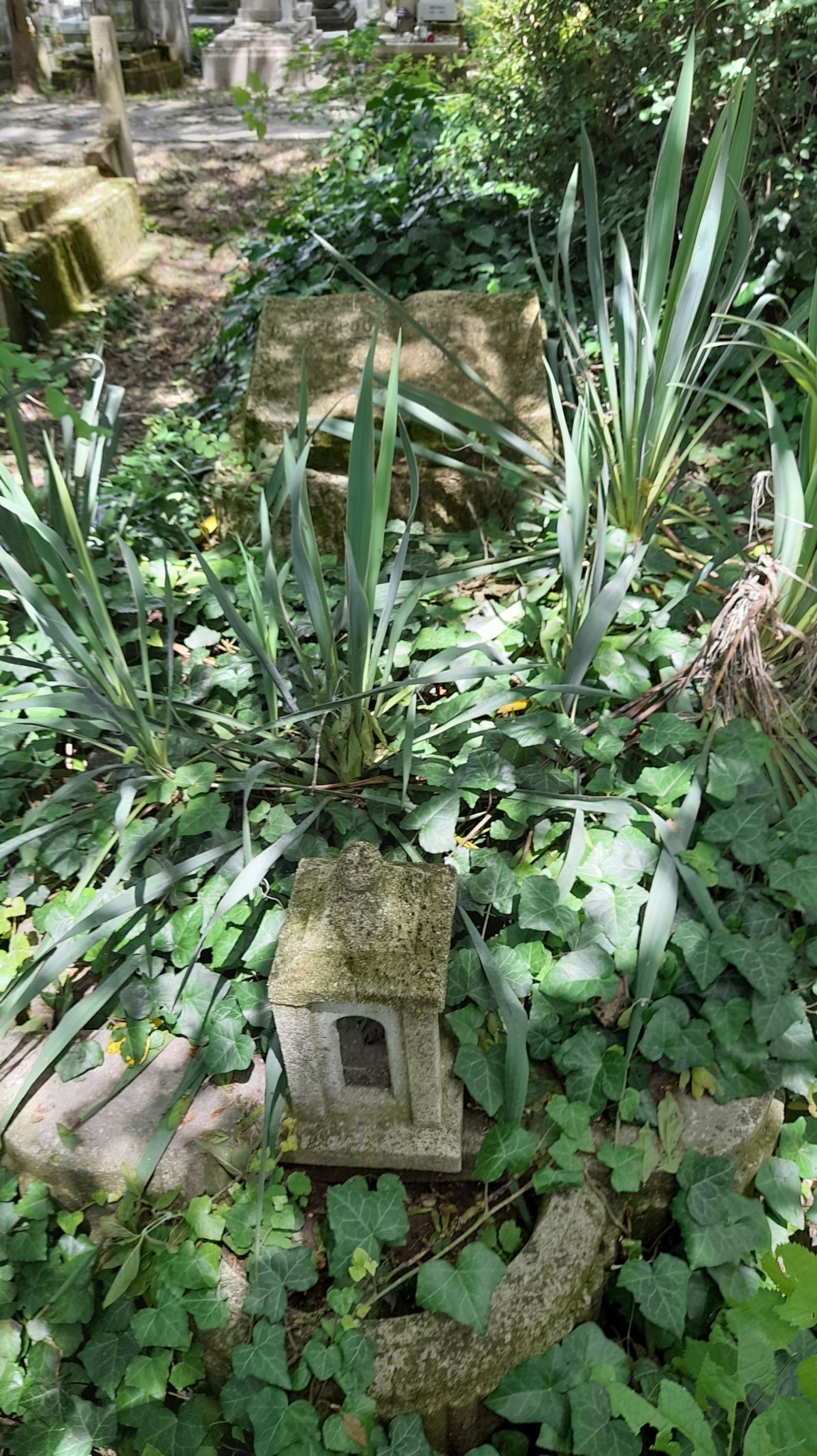
Sírja a Megyeri temetőben (20. parcella)

## Elismerései
- 1937 Az MTA Sámuel–Kölber Jutalma
- 1941 Szily-jutalom

## Művei
- 1930 Magyar hanglejtésformák grafikus ábrázolása. Budapest.
- 1934 A magyar nemzeti versritmus kérdése. Budapest.
- 1941 Elektroakusztikai berendezések a beszéd- és nyelvjáráskutatás szolgálatában. Budapest.
- 1946 Népnyelvi szövegek az Ormánságból. Pécs.
- 1952 Moldvai csángó népmesék és beszélgetések. Budapest.